# La Séance de peinture
La Séance de peinture – ou La Leçon de peinture – est un tableau réalisé par le peintre français Henri Matisse en 1919. Cette huile sur toile est une scène de genre qui représente un artiste au travail à son chevalet pendant que la jeune femme qu'il croque est absorbée par un livre posé sur la grande table qui les sépare. Se détachant sur le fond noir, un miroir reflète le vase de fleurs posé sur la nappe blanche mais révèle surtout un palmier à l'extérieur de la pièce. Ceci renforce l'identification du décor à la chambre d'hôtel niçoise où Matisse séjourne alors, de la lectrice à son modèle Antoinette Arnoud et de l'homme qui la peint au maître lui-même, ce qui fait de l'œuvre un autoportrait. Elle est aujourd'hui conservée à la Scottish National Gallery of Modern Art, à Édimbourg, en Écosse, au Royaume-Uni.